# Pedro Obaya
Pedro Obaya (Lampa, ¿? - La Paz, 1781) fue uno de los líderes de la rebelión de Túpac Amaru II que siguió su lucha en el Alto Perú y llegó a ser consejero de Túpac Katari.

## Biografía
Pedro Obaya nació en La paz  inicios de la década de 1740, pues cuando estalló la rebelión se lo registra con 40 años de edad. No se conoce quienes fueron sus padres pero se lo menciona como mestizo y no como indígena.
Cuando estalló la Rebelión de Túpac Amaru II en 1780, Obaya apareció apoyando este movimiento en Azángaro donde se hizo conocido y recibió la confianza del líder indígena Diego Cristóbal Túpac Amaru, era apodado "el tuerto" por haber perdido un ojo en un accidente. En marzo de 1781 se conoció que los indígenas aimaras del Alto Perú también se rebelaban y ponían sitio a la ciudad de La Pazcomandados por Túpac Katari, Obaya fue entonces enviado como representante de los Amaru para coordinar el movimiento indígena.
En abril de 1781 Obaya se presenta ante Katari como sobrino de Túpac Amaru II, quizás para enaltecer su figura, y ambos personajes crean una confianza mutua que fue clave para llevar adelante la rebelión indígena en la región. Esta confianza fue tan grande que levantó los celos del secretario de Katari, Bonifacio Chuquimamani, e hizo que los aimaras lo apodaran "el rey chiquito" por convertirse en el principal asesor de Katari.
Se cree que Obaya conocía la desconfianza entre españoles y criollos que existía dentro de la ciudad, aprovechando esto escribió varias cartas dirigidas a criollos de alta estirpe para convencerlos de traicionar a los españoles y apoyar el movimiento indígena de Amaru, le aconsejó a Katari que hiciera lo mismo. 
Obaya se dio cuenta de que el ejército de Katari no podría vencer las defensas de la ciudad y era necesario sacar al ejército español de sus murallas para derrotarlo en el campo de batalla, luego podría tomar la ciudad fácilmente. Fue entonces cuando ideó enviar una carta falsa a la ciudad, en ella se mencionaba que un regimiento español estaba cerca de La Paz, Obaya esperaba que los defensores salieran de sus fortalezas para abrir una brecha y encontrar a este supuesto regimiento, en esa oportunidad los indígenas acabarían con los soldados de la ciudad.
El encargado de entregar la carta falsa fue Antonio Zúñiga, quien se presentó en las murallas como Juan Cruz, un indígena oriundo de Charazani que estaba al servicio del capitán español Diego Oblitas, era el 27 de abril de 1781. La carta estaba firmada por este supuesto capitán, mencionaba estar en camino con 2000 soldados y pedía que el ejército de la ciudad saliese a su encuentro. El mensajero fue llevado de inmediato ante el comandante Sebastián de Segurola, quien al leer la carta ordenó preparar al regimiento para su salida. 
Fue un detalle el que echó a perder el plan de Pedro Obaya, un soldado le preguntó al mensajero nuevamente su nombre y éste contestó que se llamaba Antonio Mamani, rápidamente otro soldado recordó que el mensajero había dado el nombre de Juan Cruz cuando entraba en la ciudad. El comandante inmediatamente ordenó prender al indígena, se le preguntó cuándo había recibido la carta y éste contestó que el día anterior, pero la fecha de la carta era del mismo día. Segurola ordenó llevar al mensajero a la casa de la Marquesa de Haro, estuvo en el patio principal mientras el comandante mandaba a llamar a los ciudadanos que tenían haciendas cerca de Charazani, uno de ellos era el limeño Simón Núñez que reconoció al mensajero como uno de los peones que trabajaba en sus tierras y dio su nombre verdadero, Antonio Zúñiga. El mensajero cayó de rodillas y rogó por su vida, confesó que la trampa estaba planeada por Pedro Obaya y que lo reconocerían por ser tuerto, luego de su declaración fue encerrado en una de las habitaciones de servicio de la casa de la marquesa.
Por la tarde un grupo de indígenas vestidos con uniformes españoles, que les habían quitado a los soldados muertos en combates anteriores, fingieron un combate con el ejército aimara, algunos se acercaron a las murallas y hacían señas para que el regimiento de la ciudad salga a ayudarlos. Entre estos indígenas vestidos de españoles estaba el mismo Pedro Obaya, estando ebrio cabalgó por una calle del barrio de San Sebastián y pedía auxilio a gritos para animar a los soldados de la ciudad a salir y caer en su trampa. El sacerdote Mauricio Illanes y un grupo de soldados que estaba encargado de defender ese barrio lograron hacerlo caer de su caballo y tomarlo prisionero.
Obaya entró preso a la ciudad y fue reconocido casi de inmediato, llevado también a la casa de la Marquesa de Haro y encerrado en la misma habitación con el mensajero Zúñiga. Ambos prisioneras causaron gran interés en la ciudad, muchos curiosos se aglomeraron en las puertas de la casa para verlos y a la marquesa María Bartolina Fernández Pacheco y Díaz de Ceballos se le ocurrió sacar a ambos prisioneros al patio de honor para que puedan ser vistos por todos los que quisieran. Primero se organizó una visita de las familias de la élite de la ciudad, la marquesa en persona recibió a sus amigas María Francisca Calderón de la Barca, Catalina Diez de Medina y Teresa Villaverde quienes se mofaron de los prisioneros. Luego se abrieron las puertas de la casa y entró todo el que quiso, muchos insultaron y amenazaron a los presos hasta que el comandante Sebastián de Segurola ordenó enviar a los prisioneros a la cárcel del cuartel donde serían interrogados por Fermín Escudero.
Zúñiga no dio más detalles de los que ya había mencionado pero Obaya dio fuertes declaraciones. Acusó al obispo Gregorio Francisco de Campos y al Oidor Francisco Tadeo Díez de Medina de recibir cartas de los indígenas sublevados y de pactar con ellos para entregar la ciudad, decía también que su plan era expulsar a los españoles y llegar a acuerdos con criollos y mestizos para que se unieran a su lucha, incluso dijo que la granja que poseía Diez de Medina en las afueras de la ciudad no había sido asaltada como parte del acuerdo que se tenía.
Tanto el obispo como el Oidor rechazaron tales acusaciones, ambos quisieron demostrar ser súbditos fieles al rey Carlos III de España mencionando que de no serlo no habrían llegado a tan altos cargos. Los prisioneros permanecieron encerrados mientras las autoridades decidían su destino.
El 28 de mayo la granja de Diez de Medina fue finalmente asaltada y totalmente quemada, el día 31 se hizo un nuevo interrogatorio a Obaya donde éste confesó que todo lo declarado anteriormente era mentira y que lo había inventado para hacer crecer la desconfianza entre criollos y españoles. Obaya siguió preso hasta el 20 de junio cuando tuvo que cambiárselo de celda pues fue descubierto tratando de cavar una pared para poder huir.
El 24 de junio se encontró a Antonio Zúñiga muerto en su celda, murió por falta de alimento pues a los prisioneros apenas se les daba de comer. Obaya continuó vivo en la prisión, el 4 de agosto el doctor Francisco Castañeda le hizo una revisión médica encontrándolo en muy malas condiciones, las autoridades consideraban que Pedro Obaya merecía un castigo y no solo morir de hambre en la prisión, por lo que fue condenado a la horca por Sebastián de Segurola e Ignacio Flores y su sentencia fue ejecutada en la plaza principal de la ciudad de La Paz el 5 de agosto de 1781. Su cuerpo fue desmembrado y sus extremidades colgadas de los muros de la ciudad para que sirvan como escarmiento.